# Pedro Pires

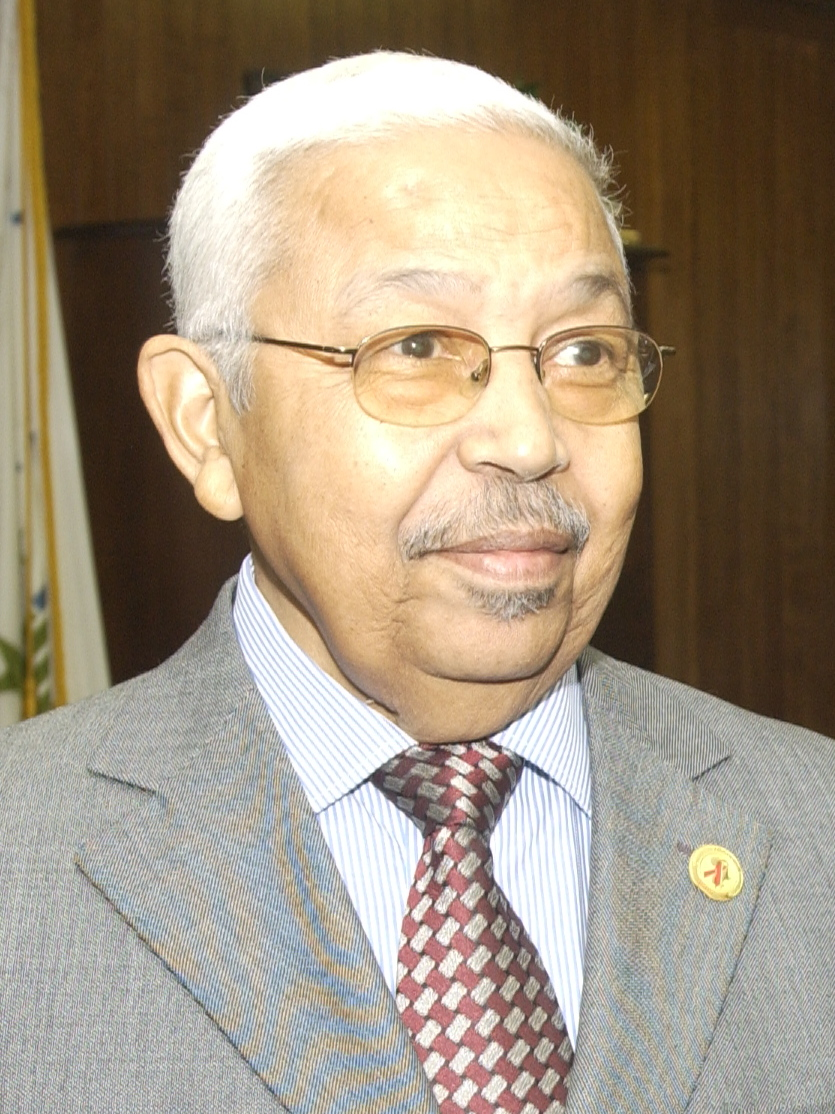
Pedro Pires (2005)

Pedro Verona Rodrigues Pires (* 29. April 1934 in São Filipe auf Fogo) ist ein kap-verdischer Politiker. Er war von März 2001 bis September 2011 Präsident von Kap Verde.

## Leben
Pires studierte an der Universität Lissabon und kam dort mit den späteren Führern von Befreiungsbewegungen zusammen, die für die Unabhängigkeit der portugiesischen Kolonien von Portugal kämpften. Mit Beginn der Kämpfe in Angola 1961 verließ er Portugal und gründete zusammen mit Amílcar Cabral die Afrikanische Partei für die Unabhängigkeit Guinea-Bissaus und der Kap-Verden. Bis zur Nelkenrevolution kämpfte er für die Unabhängigkeit und war danach Wortführer der Verhandlungen mit Portugal.
Nach der Unabhängigkeitserklärung Kap Verdes am 5. Juli 1975 wurde er Ministerpräsident, was er bis 1991 blieb, als nach der von ihm mit initiierten Einführung des Mehrparteiensystems die MPD von Carlos Veiga die Mehrheit erlangte. 2001 trat er schließlich gegen Veiga als Präsidentschaftskandidat an und gewann in der Stichwahl mit zwölf Stimmen Vorsprung. Am 22. März 2001 wurde er als Nachfolger António Monteiros vereidigt.
Bei der Präsidentschaftswahl am 12. Februar 2006 wurde Pires mit knapper Mehrheit vor seinem einzigen Gegenkandidaten Veiga wiedergewählt.